# ایششتدت
ایششتدت (به آلمانی: Eichstedt) یک شهر در آلمان است که در Stendal واقع شده‌است. ایششتدت ۱٬۰۱۳ نفر جمعیت دارد.